# 명지전문대학
명지전문대학(明知專門大學, Myongji College)은 서울특별시 서대문구 홍은동에 있는 사립 전문 대학이다.

## 연혁
1974년 1월, 명지대학부설명지실업학교가 서울특별시 중구 소파로 129 일대에 설립되었다. 1976년 3월 단설 학교로 독립하며 명지실업전문학교로 교명을 변경한다. 이 때 즈음 중구 통일로2길 일대로 교사를 이전한다. 1979년 3월 서대문구 일대 현재의 명지고등학교 부지로 캠퍼스를 이전한다.
1982년 2월, 현재의 명지대학교 인문캠퍼스 부지인 서대문구 거북골로 34 일대로 캠퍼스를 다시금 이전하였다. 1995년 3월, 명지전문대학으로 교명을 변경하였다. 2001년 8월, 현재의 교사로 이전하였다.
한편, 2018년 교육부의 대학기본역량진단 결과 역량강화대학 선정 및 조건부 일반재정지원을 받은 이력이 있다.
2024년 3월 9일, 개교 50주년이 되었다.

## 교육편제
명지전문대학은 자체적으로 공학·정보학부, 경영·사회학부, 어문·교육학부, 예술·건강학부 등 4개 학부를 설치하고 하위로 32개 학과를 설치하여 전문학사 학위 과정을 교수하고 있다.

## 교육 방침 상의 특징

### 국제 교류

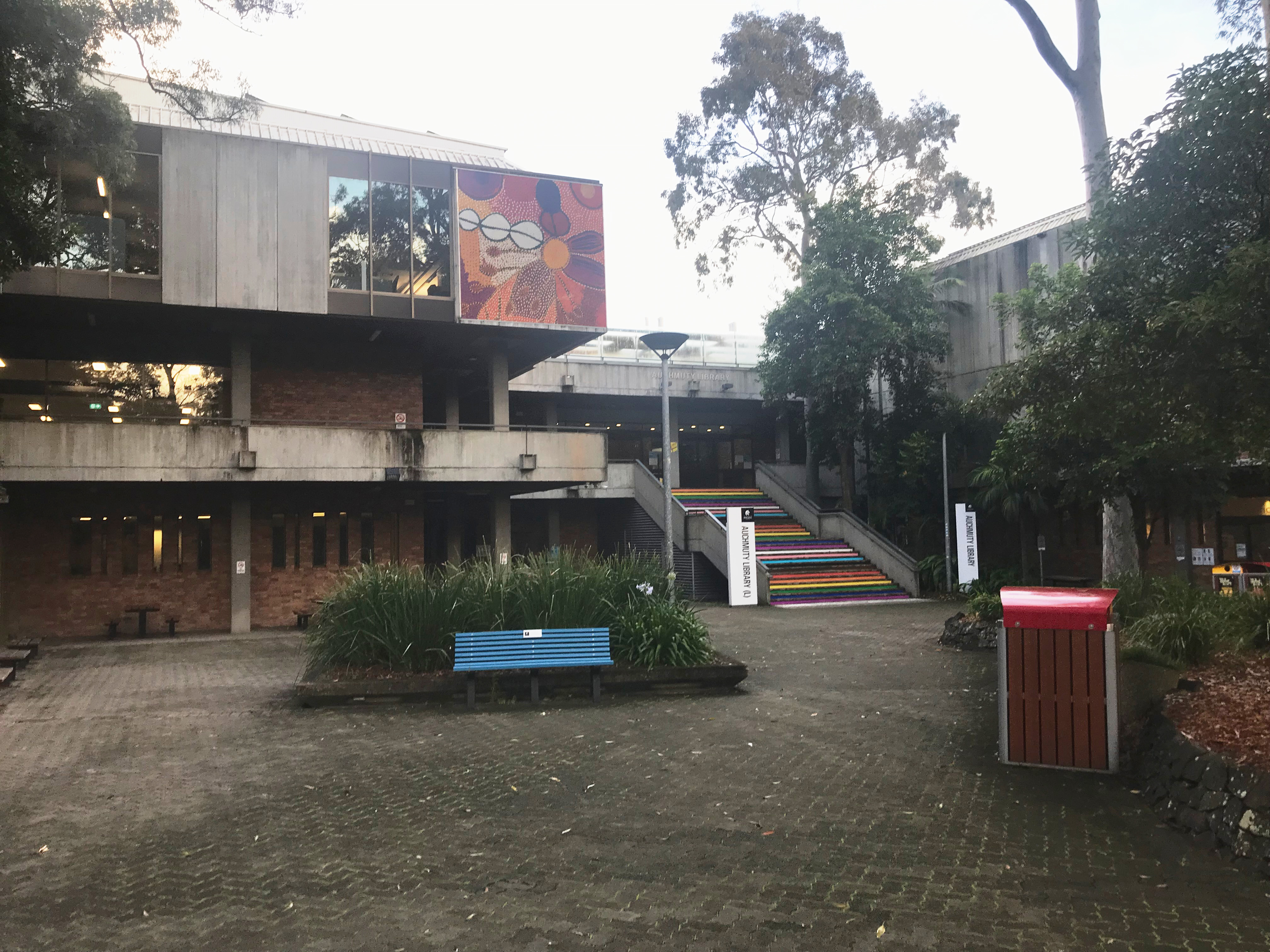
명지전문대학과 자매결연을 맺고 교류하고 있는 뉴캐슬 대학교

명지전문대학 글로벌교육센터는 학술 교류 협정이 체결된 학교 중 중화인민공화국의 일부 학교에 학생 상호 파견을 원칙으로 교환학생 프로그램을 운영하고 있다. 파견 학생은 명지전문대학에 등륵금을 납부하고 파견 대학에서 수학하는 것을 골자로, 2022년 현재 어문·교육학부 일부 전공만 대상으로 한다.
2022년 12월 명지전문대학은 세계 16개국 36개교와 학술교류협정을 체결하고 있다.

## 사건과 비판
명지학원의 사학비리로 인해서 재정난을 겪자, 2010년 4월 효자건설측에 매각을 추진했으나, 대표자 유지양 회장의 상속세 탈루혐의가 드러나면서 무산되었다. 그러다가 2019년 명지학원 파산신청이 들어오자, 현 상황을 타개하기 위해서 명지대학교와 통합을 추진하고 있다. 여러 차례 협의한 끝에 2022년 12월 9일 명지대-명지전문대 통합 최종안이 통합추진위원회에서 의결됐다.

## 같이 보기
- 명지대학교
- 명지고등학교
- 명지중학교
- 명지초등학교